# Buczek (Łask)
Pour les articles homonymes, voir Buczek.
Buczek (prononciation [ˈbut͡ʂɛk]) est un village de la gmina de Buczek, du powiat de Łask, dans la voïvodie de Łódź, situé dans le centre de la Pologne.
Le village est le siège administratif (chef-lieu de la gmina rurale appelée gmina de Buczek).
Il se situe à environ 10 kilomètres au sud de Łask (siège du powiat) et 38 kilomètres au sud-ouest de Łódź (capitale de la voïvodie).
Sa population s'élève approximativement à 980 habitants.

## Administration
De 1975 à 1998, le village était attaché administrativement à l'ancienne voïvodie de Sieradz.

Depuis 1999, il fait partie de la nouvelle voïvodie de Łódź.